# Srovė
Srovė (in lituano vuol dire torrente, flusso d’acqua) è un fiume che scorre nella parte orientale della Lituania. Più precisamente, attraversa il comune distrettuale di Ignalina nelle vicinanze di Linkmenys. 
Il corso d’acqua scorre interamente nel parco nazionale dell'Aukštaitija: è un emissario del lago Sravinaitis e durante il suo percorso, tra i  centri abitati più importanti, attraversa Ginučiai (sul fiume è stato costruito un mulino ad acqua) visitabile dai turisti. 
Si fonde, superata Ginučiai, con un breve ruscello proveniente dal lago Alma, chiamato Almaja. Dopo questa confluenza, lo Srovė, oltre a modificare il proprio cammino e puntare a sud-est, assume il nome del ruscello incrociato precedentemente, l’Almaja. Sfocia nel lago Asėkas.
Il fiume è poco profondo, ma non si secca mai, nemmeno in estate. Ci sono isolette lungo il suo percorso.

## Galleria d’immagini

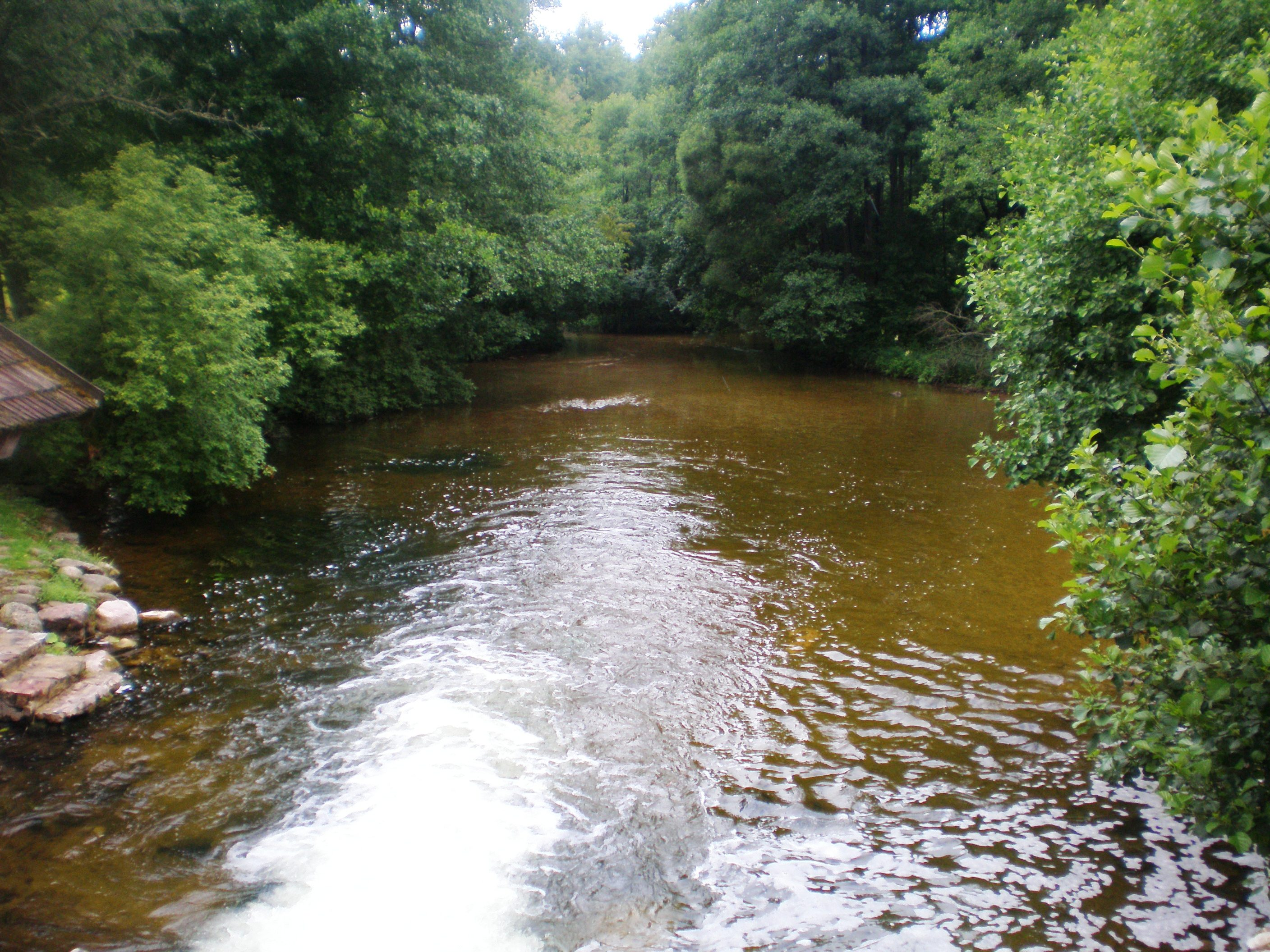
Lo Srovė dopo aver attraversato il mulino di Ginučiai
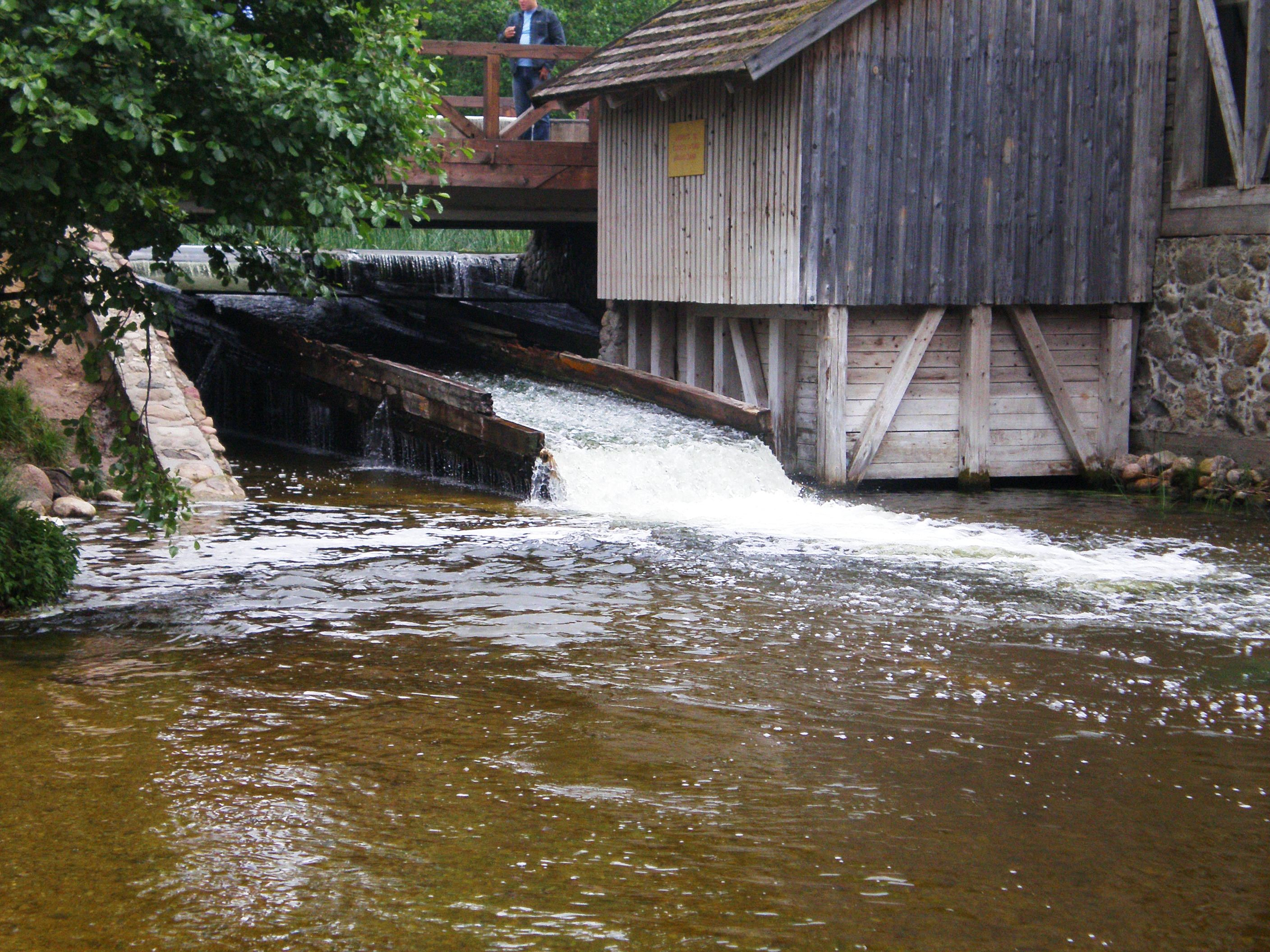
Il mulino di Ginučiai costruito presso la riva del fiume
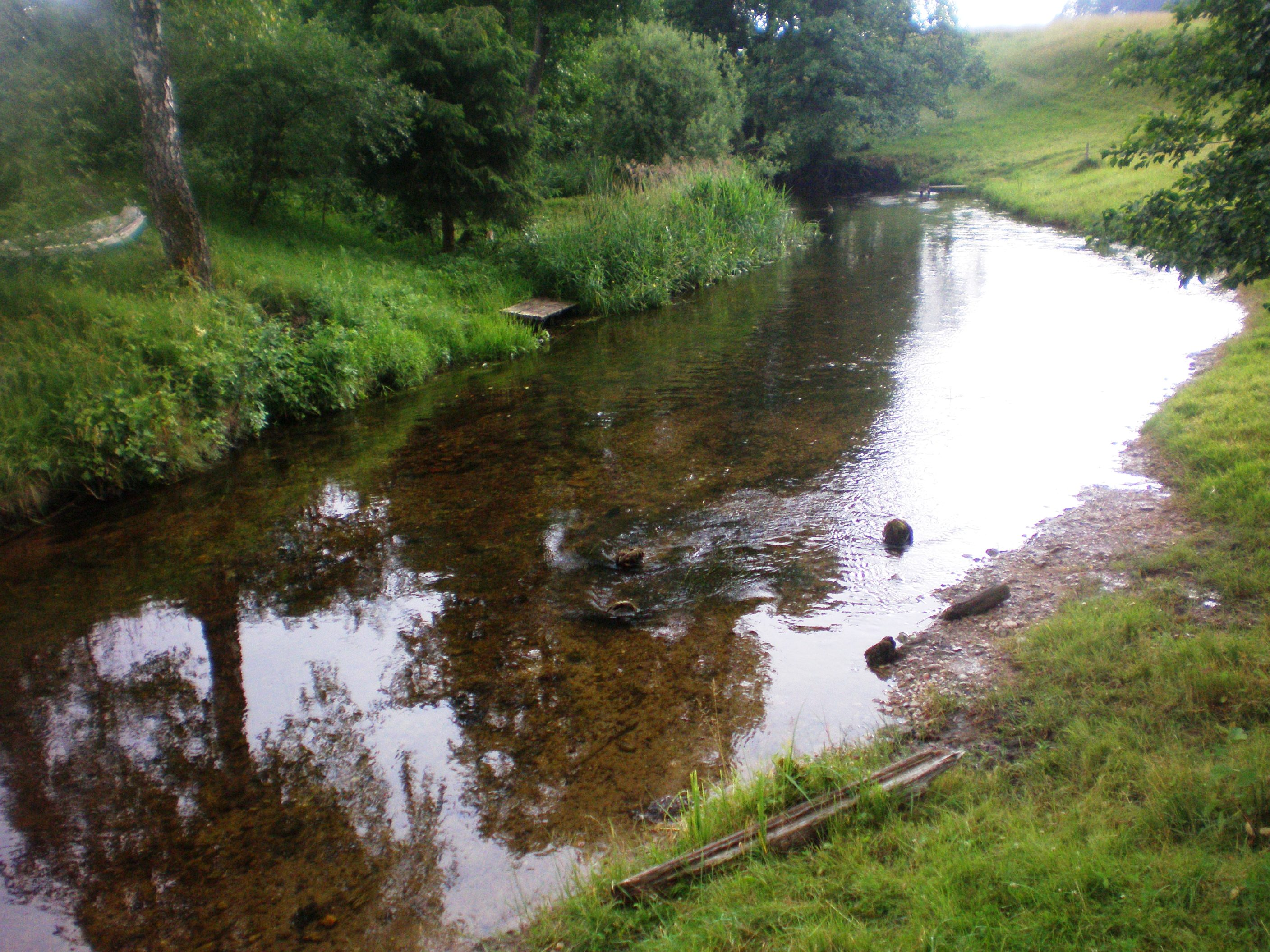
Corrente dello Srovė una volta incrociato l’Almaja